# Hofkapellmeister
Der Hofkapellmeister war ein hohes musikalisches Amt auf europäischen Königs- und Fürstenhöfen ab etwa dem 15. Jahrhundert (Innsbruck, Kassel). Zunehmende Bedeutung erhielt es um die Mitte des 18. Jahrhunderts, als der neue Stil der Vorklassik viele kunstsinnige Fürsten dazu anregte, sich ein Hoforchester zu halten oder das bestehende zu erweitern.
Vielfach waren die Kapellmeister auch als Komponisten tätig. Beispiele dafür sind Johann Sebastian Bach als Hofkapellmeister bei Fürst Leopold von Anhalt-Köthen, oder Joseph Haydn als oberster Kapellmeister am Hofe von Nikolaus Fürst Esterházy.

## Aufgabenbereich
Die Aufgabe eines Hofkapellmeisters war es, neben der Leitung des Hoforchesters (bzw. der Kammermusik) auch über die persönliche Lebensführung der Hofmusiker zu wachen und Musikstücke angemessen zu instrumentieren.
Da nicht alle Künstler für Verwaltung und Menschenführung geeignet sind, hatte mancher Hofkapellmeister schwer unter der Aufsichtspflicht für seine Musiker zu leiden. Bis etwa 1800 waren diese de facto Leibeigene ihres Dienstherrn und hatten einen soliden Lebenswandel nachzuweisen, an allen Proben teilzunehmen, oft mehrere Konzerte in der Woche oder auf Abendgesellschaften zu spielen – und dies häufig sehr kurzfristig oder auch bei Krankheit.
Mozart, der in Salzburg als Konzertmeister bei Fürstbischof Hieronymus von Colloredo gedient hatte, unternahm bei seinem Umzug nach Wien als einer der ersten den erfolgreichen Versuch, als freischaffender Künstler zu wirken. Der heute übliche Brauch des gastierenden Dirigenten kam erst im Laufe des 19. Jahrhunderts auf.
Ein Hofkapellmeister hatte meist auch die Aufgabe eines Musiklehrers für die jungen Adeligen. Überregional bekannte Meister waren bisweilen auch Mitglied der jeweiligen Akademie.
In manchen Bereichen kann die Stellung früherer Hofkapellmeister (bzw. einiger Hofkomponisten) mit jener von heutigen Generalmusikdirektoren verglichen werden. Anerkannte Meister waren meist auch gesuchte Lehrer und hatten dadurch über ihre Kunst hinaus Einfluss auf die Gesellschaft. Dennoch war mancher in der höfischen Hierarchie dem Hilfspersonal zugeteilt, beispielsweise am Hofe der Salzburger Fürsterzbischöfe.

## Bekannte Hoforchester
Eines der ersten europaweit bekannten Orchester war jenes von Kaiser Maximilian in Innsbruck, wo lange Zeit Heinrich Isaac wirkte. Etwas später entstanden ist das als herzogliche Kapelle 1587 gegründete Staatsorchester Braunschweig oder die Münchner Hofkapelle, die unter Ludwig Senfl und vor allem Orlando di Lasso zu Ruhm kam. Im Bereich der Kirchenmusik war in erster Linie die päpstliche Kapelle unter der Leitung von Giovanni Pierluigi da Palestrina von Bedeutung. In England wurde Nicholas Lanier 1626 zum Master of the King's Music ernannt.
Ab 1700 hatte eine zunehmende Zahl von Fürstenhöfen Einfluss auf die stilistische Entwicklung der Musik, unter anderem:
- die Königs- bzw. Fürstenhöfe zu London, Paris, Florenz, Wien, Dresden, Braunschweig und Berlin,
- der pfälzische Kurfürstenhof in Mannheim, dessen besonders innovatives Hoforchester und seine Mannheimer Schule die Vorklassik wesentlich bereicherte (siehe auch Mannheimer Rakete)
- sowie spezielle Musikliebhaber, wie der erwähnte Fürst Esterházy (Eisenstadt und Ungarn) und sein jahrzehntelanger Musikchef Haydn.

Bedeutende Hoforchester wie zum Beispiel die Meininger Hofkapelle blieben bis in die Gegenwart als Staatskapelle erhalten.

## Entwicklung im 19. Jahrhundert
Gegen Ende des 19. Jahrhunderts nahm die Bedeutung der Hoforchester langsam ab – obwohl manche Königshöfe bis heute ein eigenes besitzen. Mit der Gründerzeit ging die Entwicklung der Kunst vermehrt auf öffentliche Institutionen über, wofür zahlreiche Konzerthäuser und -hallen errichtet wurden (siehe auch Musikverein und Musikdirektor).
Heute sind anstelle des selten gewordenen Hofkapellmeisters neue Formen entstanden, bei der berühmte Dirigenten in loser Folge auch mehrere Orchester eines Landes betreuen können, oder auch mehrere Labels der Musikindustrie. Das frühere Amt des Hofkomponisten konnte sich hingegen allenfalls als Composer in Residence halten.

## Bekannte Hofkomponisten
Bevor eine detaillierte Liste existiert,  

siehe auch  Liste bekannter Hofkomponisten